# مرز ارمنستان–جمهوری آذربایجان

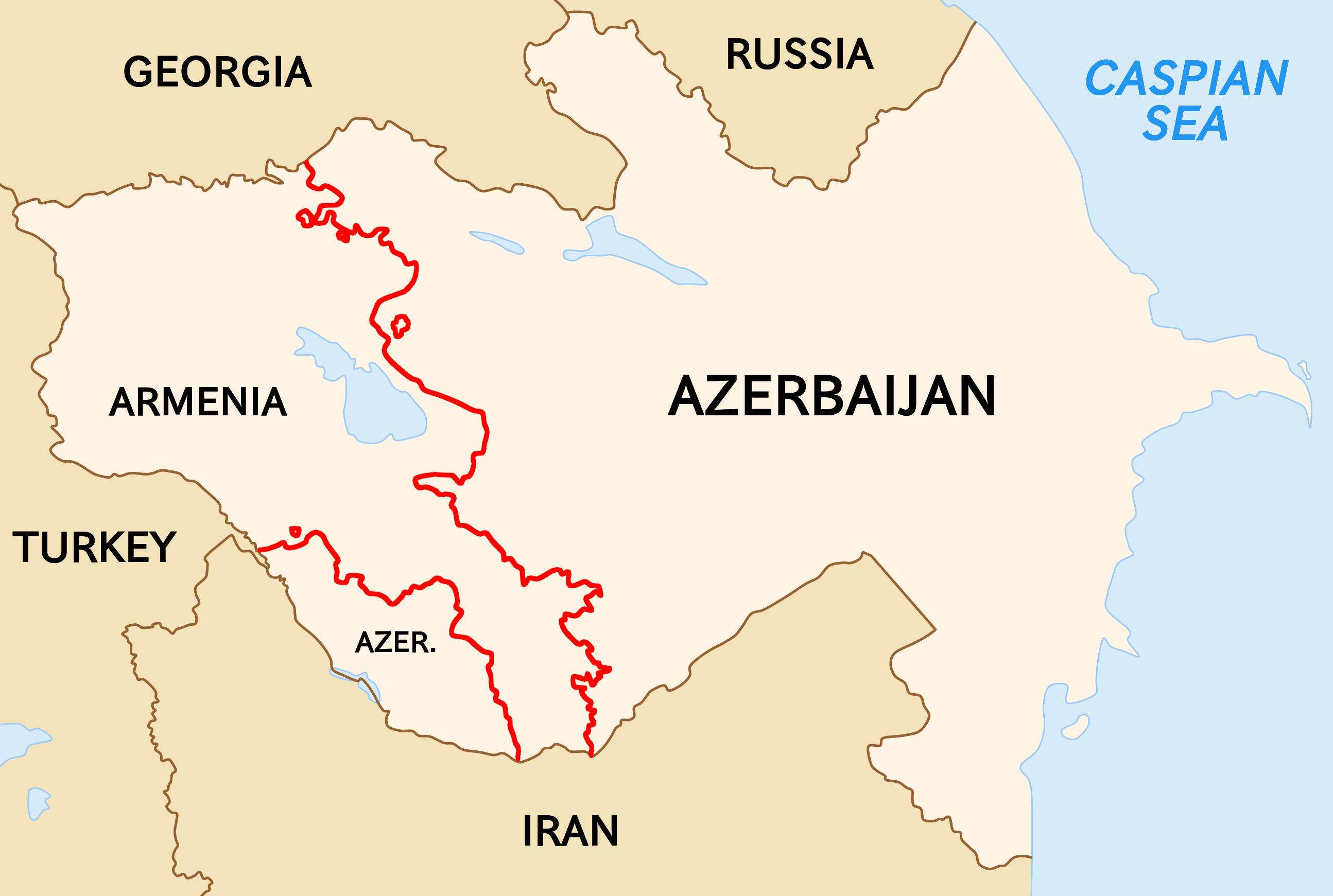
مرز دولتی ارمنستان و آذربایجان با رنگ قرمز مشخص شده است.

مرز ارمنستان–جمهوری آذربایجان (به ارمنی: Հայաստան–Ադրբեջան սահման)، (به ترکی آذربایجانی: Azərbaycan–Ermənistan sərhədi) یک مرز بین‌المللی میان جمهوری ارمنستان و جمهوری آذربایجان است که برآورد طول آن از ۹۹۶ کیلومتر (۶۱۹ مایل) تا ۱٬۰۰۷٫۱ کیلومتر (۶۲۵٫۸ مایل) متغیر است. دو جاده از شبکه بین‌المللی جاده‌ای اروپا شامل جاده ئی۰۰۲ اروپا و جاده ئی۱۱۷ اروپا از این مرز عبور می‌کنند.
مرز «دوژور» این دو کشور از مرز پیشین میان جمهوری شوروی سوسیالیستی ارمنستان و جمهوری سوسیالیستی آذربایجان شوروی پیروی می‌کند و و از دو بخش اصلی تشکیل شده است: مرز ارمنستان و جمهوری خودمختار نخجوان که منطقه جدا افتاده از خاک اصلی آذربایجان است در غرب، و و بخش طولانی‌تر این مرز بین ارمنستان و «سرزمین اصلی» آذربایجان در شرق.
علاوه بر این، تعدادی منطقه محاط در دو طرف مرز وجود دارد، با این حال، این مناطق، مگر به معنای دوژور، دیگر وجود ندارند. مرز ارمنستان و آذربایجان از سال ۱۹۹۱ بسته شده است. پس از شکست ارمنستان در جنگ ۲۰۲۰ قره‌باغ کوهستانی، یک بحران مرزی با موارد متعدد تهاجم و اشغال ارمنستان توسط نیروهای آذربایجان آغاز شد. در اکتبر ۲۰۲۲، دو کشور به توافق رسیدند که مرزهای دوران شوروی بر پایه پروتکل آلماتی باید مبنای تعیین مرزها باشد و ارمنستان چهار روستا را در مرزهای دوژور آذربایجان که از دهه ۱۹۹۰ تحت کنترل خود درآورده بود، به جمهوری آذربایجان بازگرداندند.

## جغرافیا

### بخش غربی (نخجوان)

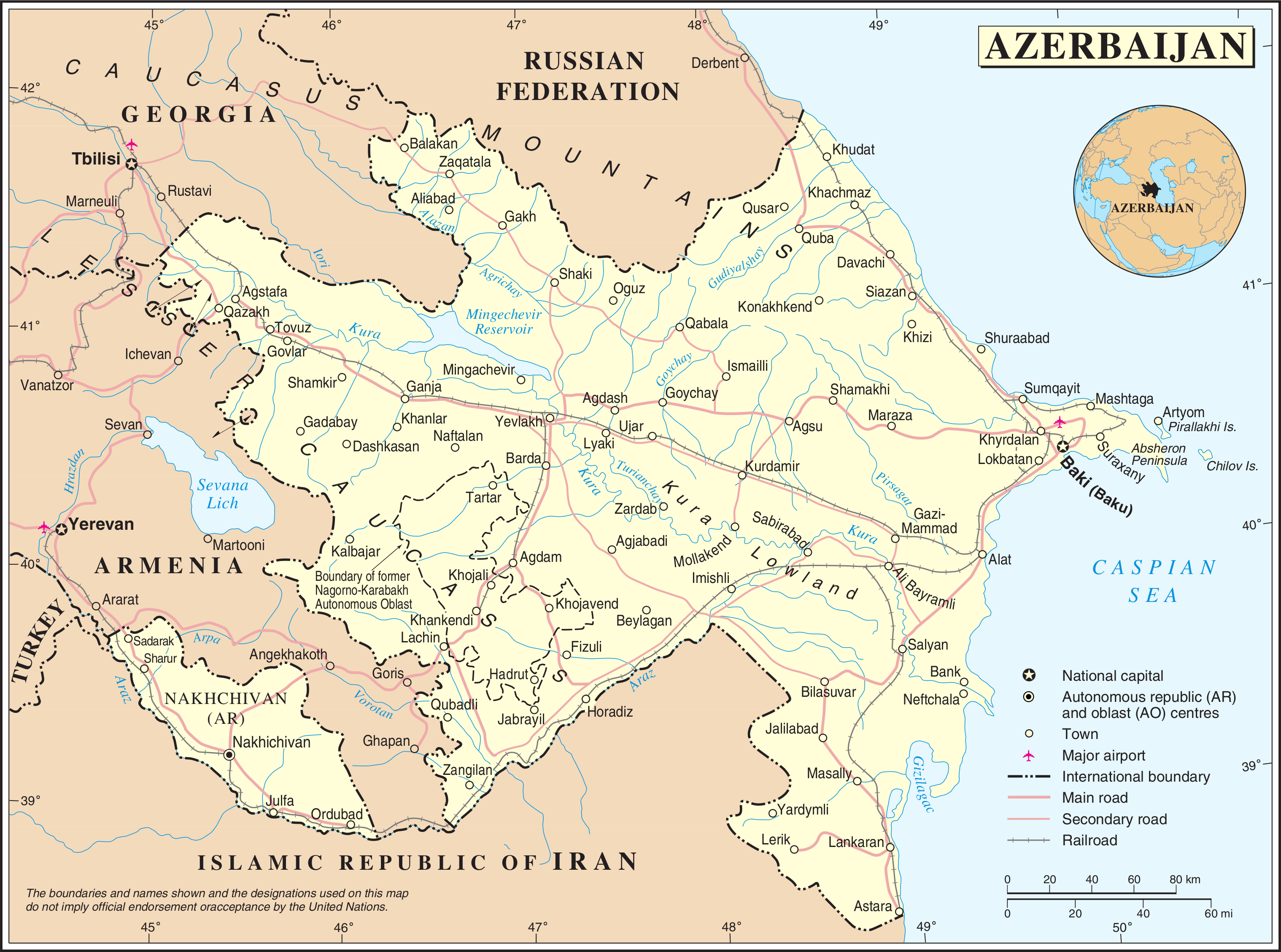
نقشه آذربایجان که مرز رسمی ارمنستان و آذربایجان را نشان می‌دهد.

مرز ارمنستان–جمهوری آذربایجان از شمال در نقطه سه‌گانه مرزی این دو کشور با ترکیه در محل رود ارس شروع شده و از طریق خشکی در جهت جنوب شرقی در امتداد یال‌های کوهستانی مختلف مانند کوهستان زنگزور تا نقطه سه‌گانه مرزی غربی این دو کشور با ایران بر روی رود ارس ادامه دارد. همچنین منطقه محاطی کرکی/تیگراناشن درست در شمال مرز قرار دارد. کرکی با وجود این که بخشی از جمهوری خودمختار نخجوان است، از مه ۱۹۹۲ و به دنبال جنگ اول قره‌باغ توسط ارمنستان کنترل می‌شود و این منطقه با مساحت ۱۹ کیلومتر مربع (۷٫۳ مایل مربع)، به‌عنوان بخشی از استان آرارات ارمنستان اداره می‌شود.

### بخش شرقی

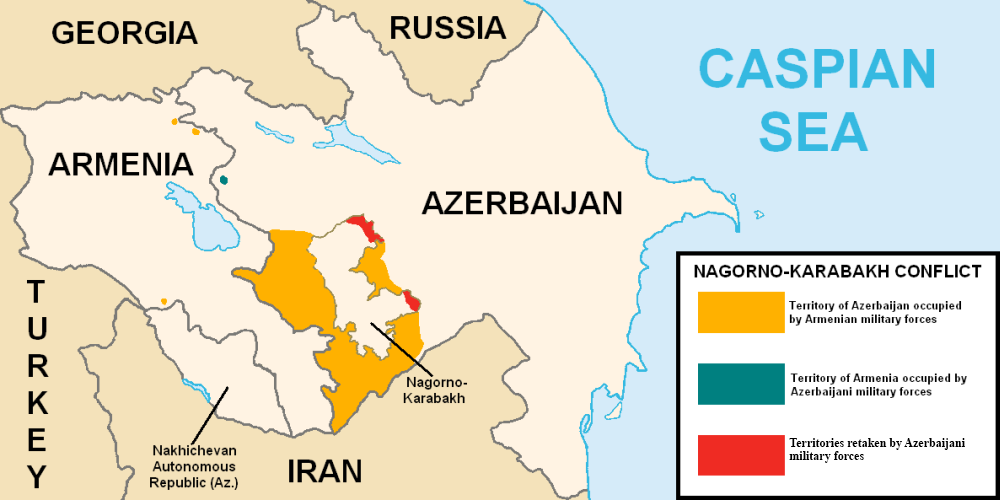
نقشه مرز دفاکتو در سال ۲۰۱۹. نیروهای ارمنستان بخش اعظم قره‌باغ کوهستانی و تقریباً ۹ درصد از خاک آذربایجان در خارج از منطقه خودمختار قره‌باغ کوهستانی را کنترل می‌کردند. در حالی که نیروهای آذربایجان استان شاهومیان و بخش‌های شرقی مارتاکرت و استان مارتونی را در کنترل داشتند.

مرز شرقی مرز ارمنستان–جمهوری آذربایجان از شمال در نقطه سه‌گانه مرزی با گرجستان آغاز شده و برروی زمین در جهت جنوب شرقی به صورت زیگزاگی در کنار و اطراف رود ووسکپار و با عبور از بخشی از مخزن سد جوغاز در دهانه رود ووسکپار و لمس نوک غربی مخزن سد عباس بی‌لی ادامه می‌یابد. خط مرزی سپس یک کمان مقعر وسیع را در امتداد رشته‌کوه خندزوروت و رو به سمت پایین تا دامنه کوه‌های میاپور تشکیل می‌دهد. مرز سپس به موازات ساحل شرقی دریاچه سوان و در امتداد رشته‌کوه سوان ادامه یافته و به سمت جنوب در امتداد کوه‌های سوان شرقی امتداد می‌یابد. پس از آن مرز به سمت غرب در امتداد کوه‌های واردنیس و پیش از چرخش شدید به شرق ادامه دارد و بدین ترتیب یک برآمدگی در خاک آذربایجان ایجاد کرده که دریاچه بویوک آلاگل آذربایجان را در بر می‌گیرد. سپس خط مرزی به سمت جنوب پیش می‌رود و از دریاچه آیلاخ لیچ و پناهگاه ایالتی سو لیچ عبور کرده و به مرز ایران در رود ارس ختم می‌شود. بخش عمده مرز در مناطق کوهستانی قرار دارد و بلندی ارتفاعات آن به‌طور متوسط بین ۶۰۰ متر (۲٬۰۰۰ فوت) تا ۳٬۴۰۰ متر (۱۱٬۲۰۰ فوت) متغیر است.
علاوه بر این، در بخش شمالی منطقه مرزی یک روستای ارمنی (آرتسواشن) و چهار روستای آذربایجانی (کرکی، اسکی‌پاره بالا، برخوردارلی و سوفولو)، وجود دارند که به‌صورت محاطی درون خاک کشور دیگر قرار گرفته و اکنون توسط کشور «میزبان» خود کنترل می‌شوند. علاوه بر این، از دهه ۱۹۹۰، ارمنستان چهار روستای دیگر را در مرزهای دوژور آذربایجان کنترل می‌کرد: اسکی‌پاره پایین، باغانیس آیروم، قزل‌حاجیلی و خیریم‌لی. این چهار روستا در ۲۴ مه ۲۰۲۴ بر اساس توافقنامه تحدید حدود مرزی به آذربایجان بازگردانده شدند.

## تاریخچه
در طول سده نوزدهم، منطقه قفقاز محل درگیری بین امپراتوری رو به زوال عثمانی، ایران قاجاری و امپراتوری روسیه‌ای به‌شمار می‌رفت که به سمت جنوب در حال گسترش بود. در طول دهه ۱۸۰۰، روسیه مرزهای جنوبی خود را به زیان امپراتوری‌های ایران و عثمانی به سمت جنوب گسترش داد. پس از جنگ ایران و روسیه (۱۸۱۳–۱۸۰۴) و به‌دنبال آن عهدنامه گلستان، روسیه بخش عمده ای از جمهوری آذربایجان کنونی و بخشی از منطقه‌ای که امروزه در ارمنستان به نام استان سیونیک شناخته می‌شود (در امپراتوری روسیه به زنگزور معروف بود)، را به دست آورد. پس از جنگ ایران و روسیه (۱۸۲۸–۱۸۲۶) و عهدنامه ترکمانچای، ایران مجبور شد منطقه نخجوان و مابقی ارمنستان امروزی را به روسیه واگذار کند.
در سال ۱۸۶۷ روسیه سرزمین‌های به‌دست‌آمده خود در آذربایجان و ارمنستان خود را در قالب فرمانداری‌های ایروان، تفلیس، باکو و الیزابت‌پول (گنجه امروزی) سازماندهی کرد. روابط بین ارمنی‌ها و آذربایجانی‌ها در این فرمانداری‌ها اغلب متشنج بود، به عنوان مثال بروز خشونت‌های قومی در سال‌های ۱۹۰۵ تا ۱۹۰۷ منجر به مرگ هزاران نفر شد.
پس از انقلاب روسیه در ۱۹۱۷، مردم جنوب قفقاز موجودیت جمهوری فدرال دموکراتیک ماوراء قفقاز (TDFR) را اعلام کرده و مذاکرات صلح با عثمانی را آغاز کردند. اختلافات داخلی باعث شد تا جمهوری دموکراتیک گرجستان از جمهوری فدرال دموکراتیک ماوراء قفقاز خارج شود. در مه ۱۹۱۸ جمهوری نخست ارمنستان و جمهوری دموکراتیک آذربایجان نیز از جمهوری فدرال دموکراتیک ماوراء قفقاز خارج شدند. با حمله عثمانی‌ها به قفقاز اشغال سریع اراضی این منطقه، سه جمهوری جدید مجبور به امضای معاهده باتوم در ۴ ژوئن ۱۹۱۸ شدند. به موجب این معاهده، مرزهای پیش از ۱۸۷۸ عثمانی و روسیه به رسمیت شناخته شد و بدین ترتیب قسمت اعظم نخجوان و بخش قابل توجهی از ارمنستان غربی به عثمانی‌ها واگذار شد. ارمنستان به ویژه از پیامدهای نسل‌کشی ارمنی‌ها به رهبری عثمانی در حال فروپاشی بود و این وقایع منجر به فرار تعداد زیادی از پناهجویان از شرق ترکیه شده بود. مرزهای بین سه جمهوری جدید مورد مناقشه بود. جنگ بین ارمنستان و آذربایجان بر سر مناطق مورد مناقشه در امتداد مرز آغاز شد که از سال ۱۹۱۸ تا ۱۹۲۰ ادامه یافت. تمرکز این جنگ بر مناطق مورد اختلاف در نخجوان (تحت کنترل حکومت کوتاه‌مدت «جمهوری ارس»)، زنگزور و قره‌باغ کوهستانی بود.
در آوریل ۱۹۲۰ با تهاجم ارتش سرخ به جمهوری خلق آذربایجان و ارمنستان و سپس حمله ارتش سرخ به گرجستان در فوریه تا مارس ۱۹۲۱، استقلال هر سه کشور پایان یافت. اما جنگ در زنگزور ادامه داشت، جایی که نیروهای ارمنی موجودیت جمهوری ارمنستان کوهستانی را اعلام کرده بودند و تا زمان شکست در ژوئیه ۱۹۲۱ به مبارزه با بلشویک‌ها ادامه دادند. سازمان کاوبیورو شوروی وظیفه ترسیم مرزهای بین سه جمهوری پیشین در قفقاز را بر عهده داشت. کنترل ارمنستان بر زنگزور در اواخر سال ۱۹۲۰ تأیید شد. در مارس ۱۹۲۱ نخجوان، علیرغم اینکه قبلاً به ارمنستان وعده داده شده بود، به آذربایجان اختصاص یافت که بخشی از دلایل آن اصرار جمهوری جدید ترکیه در پیمان مسکو (۱۹۲۱) بود. در ۳ ژوئن ۱۹۲۱ کاوبیورو تصمیم گرفت که قره‌باغ کوهستانی در قلمرو ارمنستان قرار گیرد، با این حال اختلافات بین نمایندگان ارمنستان و آذربایجان بر سر این مسائل ادامه یافت. در ۴ ژوئیه جلسه نهایی کاوبیورو برای حل و فصل این موضوع برگزار شد که تصمیم قبلی برای گنجاندن قره‌باغ کوهستانی در ارمنستان را تأیید کرد. اما روز بعد این تصمیم لغو شد و قره‌باغ کوهستانی به شرط اعطای وضعیت استان خودمختار به آذربایجان داده شد. دلایل دقیق این چرخش ناگهانی نامشخص است: تصور برخی پژوهشگران بر این است که ژوزف استالین بر تصمیم تأثیر گذاشته است، در حالی که دیگران (مانند آرسن ساپاروف) به این واقعیت اشاره می‌کنند که دیدار نهایی با پیروزی شوروی در زنگزور و شکست دادن جمهوری ارمنستان کوهستانی، مصادف شده بود. پس از آن آذربایجانی‌ها توانستند با قدرت بیشتری ادعاهای خود را مطرح کنند و شوروی انگیزه چندانی برای راضی کردن طرف ارمنی نداشت.
همچنین در دوره ۱۹۲۲–۱۹۲۱ نواحی قزاق، آغستفا و قسمتی از شهرستان تووز، بخشی از جمهوری شوروی سوسیالیستی ارمنستان بودند.

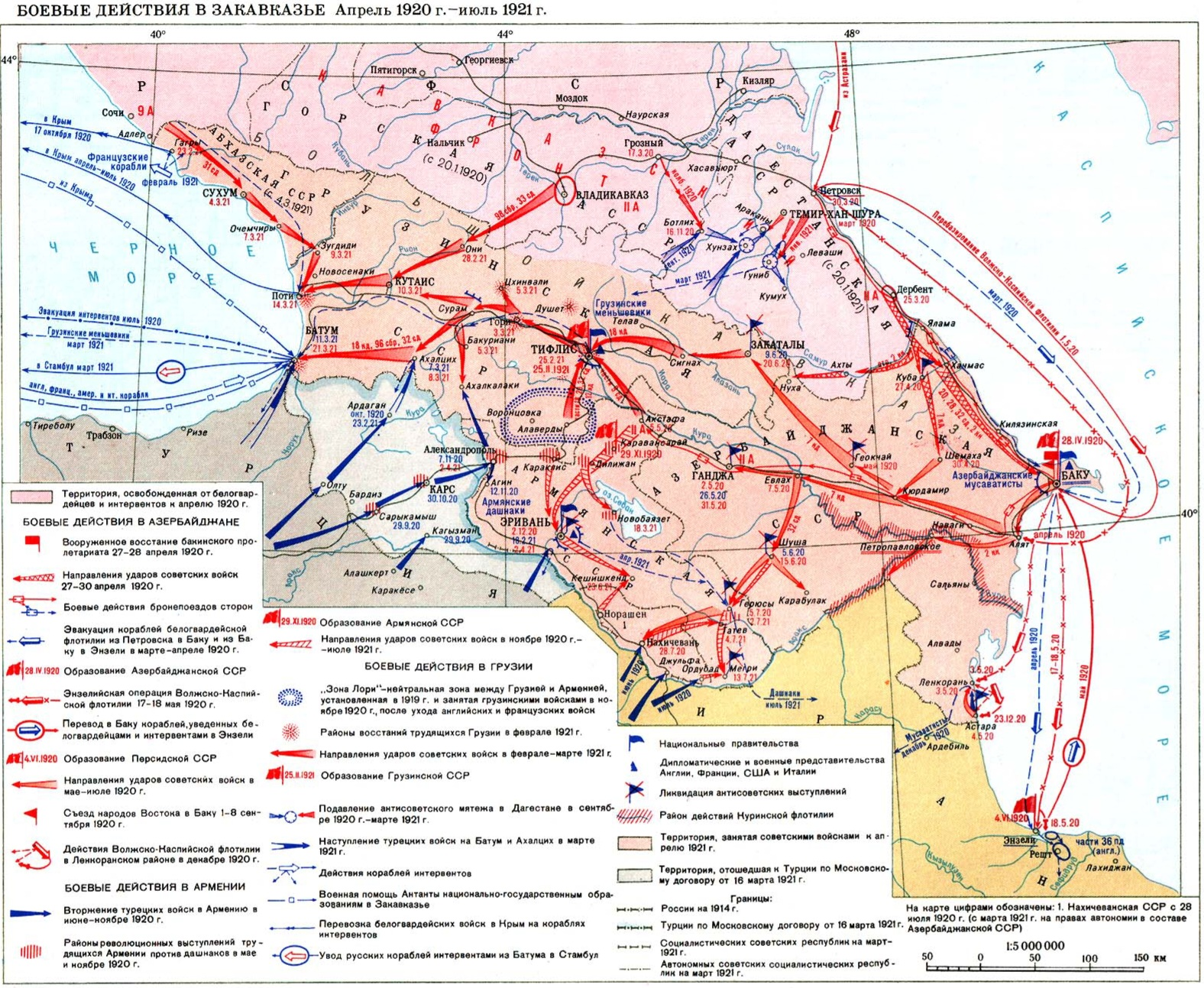
مرزهای جمهوری‌های شوروی ماوراء قفقاز در مارس ۱۹۲۱، در زمان تصویب پیمان مسکو (۱۹۲۱)

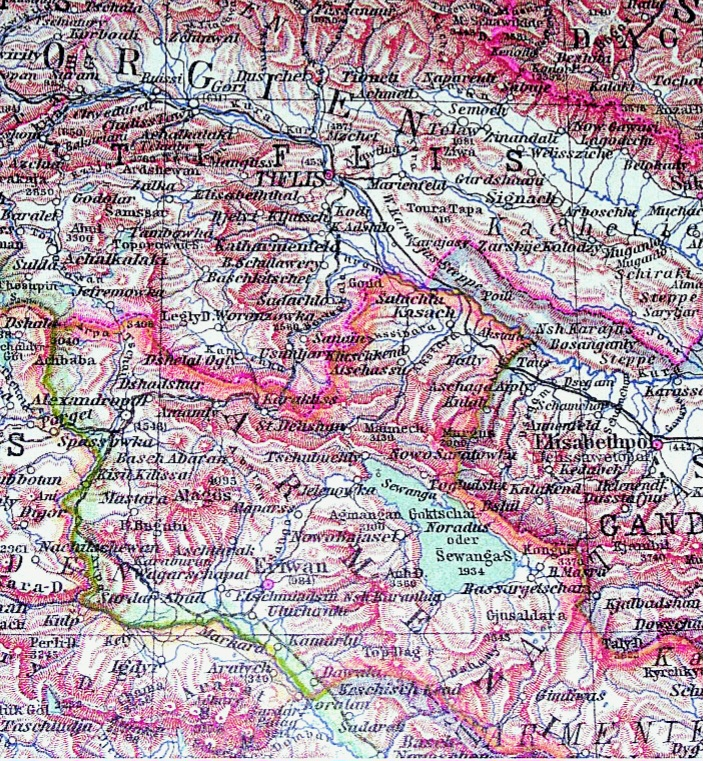

در سال ۱۹۲۲ هر سه دولت از طریق جمهوری فدراتیو سوسیالیستی قفقاز جنوبی شوروی در اتحاد جماهیر شوروی ادغام شدند ولی در سال ۱۹۳۶ از قفقاز جنوبی شوروی جدا شده و به جمهوری‌های جداگانه تبدیل شدند. از سال ۱۹۲۳ تا ۱۹۲۹ نوار زمینی در آذربایجان بین قره‌باغ کوهستانی و ارمنستان به عنوان اویزد کردستان تعیین شد که در زبان عامیانه به عنوان کردستان سرخ شناخته می‌شد. کردستان سرخ بعدها به اوکروگ کردستان تغییر نام داد و سپس در سال ۱۹۳۰ منحل شد.

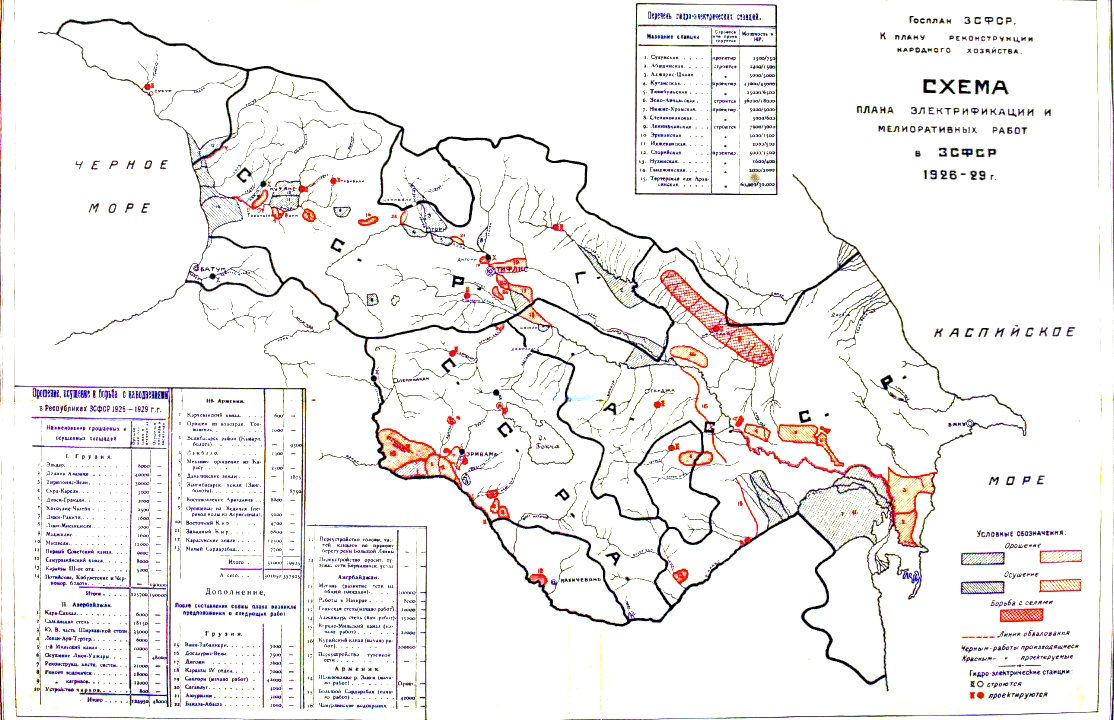
طرحی برای بازسازی اقتصاد ملی. طرح رسمی طرح برق رسانی و احیای کار در جمهوری فدراتیو سوسیالیستی قفقاز جنوبی شوروی در سال‌های ۱۹۲۶–۱۹۲۲

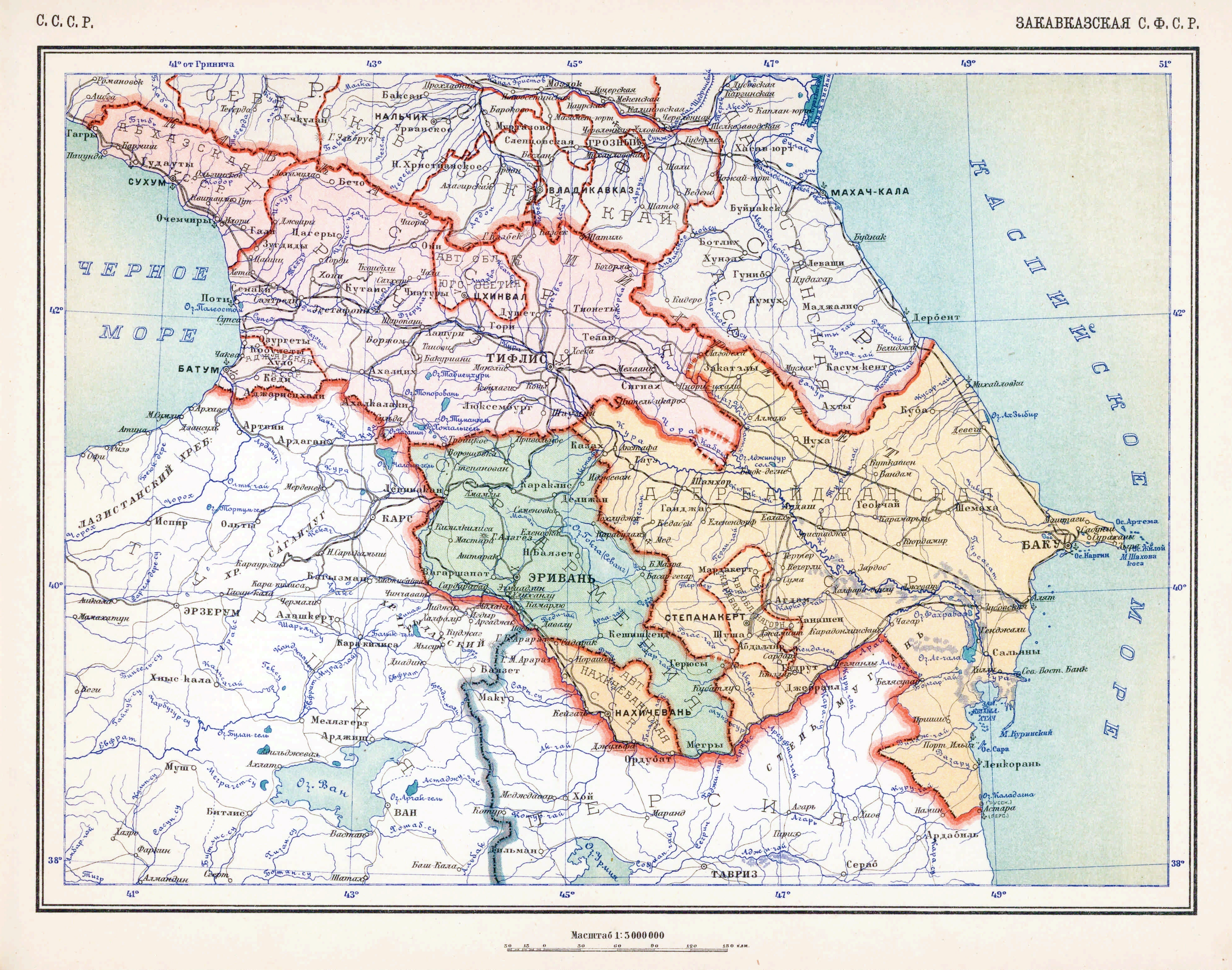
نقشه جمهوری فدراتیو سوسیالیستی قفقاز جنوبی شوروی (SFSR) در سال ۱۹۲۸

مقامات آذربایجان عمیقاً تمایلی به اعطای وضعیت خودمختار قره باغ کوهستانی نداشتند و پس از آن وعده‌های خود را به تعویق انداختند. آنها در عوض ایجاد یک منطقه قره‌باغ بزرگ‌تر را پیشنهاد کردند که هم مناطق پست و هم مناطق مرتفع را در بر می‌گرفت که از این طریق تراکم اکثریت ارمنی در مناطق مرتفع را کاهش می‌داد. ارمنی‌ها پیشرفت کند توافق‌ها را با مقامات شوروی مطرح کردند که به نوبه خود آذربایجانی‌ها را تحت فشار قرار دادند تا ایجاد ابلاست خودمختار را ادامه دهند. طبق آنچه مقرر شده بود، در ۷ ژوئیه ۱۹۲۳ تشکیل استان خودمختار قره‌باغ کوهستانی (NKAO) اعلام شد. یک مرز اولیه در ژوئیه ۱۹۲۳ تعیین گردید و با اصلاحاتی که بعداً در همان ماه انجام شد، مناطق شوشی و شهرستان مارتونی و مناطق دشت اسکوبولفسکی در محدوده قلمرو استان خودمختار قره‌باغ کوهستانی قرار گرفتند. این موضوع به سال بعد کشیده شد و اعلام نهایی مرزهای استان خودمختار قره‌باغ کوهستانی تا ۲۶ نوامبر ۱۹۲۴ منتشر نشد. مرز اعلام شده بدین ترتیب یک خط رسمی و مشخص نبود، بلکه فهرستی از ۲۰۱ روستایی بود که قرار بود در استان خودمختار قره‌باغ کوهستانی گنجانده شوند. سپس در سال ۱۹۲۵ مرز دوباره تغییر کرد تا استان خودمختار قره‌باغ کوهستانی روستاهای بیشتری را دربر گیرد. مرزی که به این ترتیب پدیدار شد، در مواقعی از خطوط جغرافیایی و اداری از پیش موجود استفاده می‌کرد، اما عمدتاً مبتنی بر عوامل قوم‌نگاری منطقه بود.
در طول دهه‌های بعد، ارمنستان برای گنجاندن استان خودمختار قره‌باغ کوهستانی در داخل جمهوری شوروی سوسیالیستی ارمنستان فشار آورد. این فشارها به ویژه پس از جنگ جهانی دوم و پس از مطرح‌شدن ادعاهای سرزمینی شوروی علیه ترکیه که بعداً شوروی از آن دست کشید و همچنین در سال ۱۹۶۰ و پس از انتقال شبه‌جزیره کریمه از روسیه به اوکراین بیشتر شد. در ۱۹۶۵ اعتراضات بزرگی در ایروان برگزار شد و خواستار به رسمیت شناختن بیشتر نسل‌کشی ارمنی‌ها شدند، بسیاری نیز خواستار انتقال استان خودمختار قره‌باغ کوهستانی به ارمنستان بودند. ادعاهای تبعیض علیه ارمنی‌ها توسط دولت آذربایجان در استان خودمختار قره‌باغ کوهستانی ادامه و یافت بسیاری ادعا می‌کردند که آذربایجانی‌ها تشویق می‌شوند تا توازن جمعیتی را به نفع خود تغییر دهند. اعلام برنامه‌های گلاسنوست و پرسترویکا توسط میخائیل گورباچف در ۱۹۸۷ اجازه داد تا این سرخوردگی‌ها به‌صورت علنی بیان شود و ارمنی‌ها آشکارا برای انتقال استان خودمختار قره‌باغ کوهستانی به ارمنستان فشار وارد کردند. اعتراضات در سال ۱۹۸۸ با خشونت فزاینده تشدید شد و با کشتار سومقاییت که در آن ۳۲ ارمنی کشته شدند، به اوج خود رسید. خشونت‌ها مسکو را غافلگیر کرد، آنها در ژانویه ۱۹۸۹ حکومت مستقیم را اعلام کردند و در سال ۱۹۹۰ به دنبال خشونت بیشتر به آذربایجان نیرو فرستادند.
این مرز پس از فروپاشی اتحاد جماهیر شوروی و اعلام استقلال ارمنستان، آذربایجان و قره باغ کوهستانی در سال ۱۹۹۱ به یک مرز بین‌المللی تبدیل شد. آذربایجان با انحلال استان خودمختار قره‌باغ کوهستانی جرقه یک جنگ همه‌جانبه را با ارمنستان روشن کرد. جنگ اول قره‌باغ در سال ۱۹۹۴ با آتش‌بس پایان یافت. این امر باعث شد ارمنستان کنترل بخش اعظم قره‌باغ کوهستانی و نیز بسیاری از مناطق آذربایجان، از جمله گذرگاه استراتژیک لاچین را در اختیار گرفته و آن را با عنوان جمهوری آرتساخ سازماندهی کند. از آن زمان به بعد، درگیری متوقف شد و مرزهای دفاکتو بین دو کشور ایجاد شد که فقط در نیمه شمالی آن مطابق با مرز رسمی دوران شوروی است. از زمان آتش‌بس روابط دو کشور به شدت متشنج بوده و شعله‌ور شدن درگیری‌ها در امتداد مرزها چندین بار روی داده است، از جمله درگیری‌هایی در سال‌های ۲۰۰۸، ۲۰۱۰، ۲۰۱۲، ۲۰۱۴، ۲۰۱۶، ۲۰۱۸ و جنگ دوم قره‌باغ در سال ۲۰۲۰. در حالی که مرز به‌طور رسمی مشخص نشده است، هر دو طرف توافق دارند که این مرز باید بر اساس نقشه‌های دوران شوروی باشد.

### مرزهای دفاکتوی پیش از ۲۰۲۰
همان‌طور که اشاره شد، مرز دوژور بین دو کشور از دو جمهوری پیشین ارمنستان شوروی و آذربایجان شوروی پیروی می‌کند و از دو بخش اصلی تشکیل شده است: بخشی از مرز میان ارمنستان و جمهوری خودمختار نخجوان به‌عنوان بخش برون‌خاک جمهوری آذربایجان در غرب و بخش طولانی‌تر بین ارمنستان و «سرزمین اصلی» آذربایجان در شرق. همچنین همان‌طور که اشاره شد، در دو سمت مرز تعدادی روستای محاطی وجود دارد، با این حال، این روستاهای جز در معنای دوژور وجود ندارند. برای نزدیک به ۳۰ سال تا پایان جنگ دوم قره‌باغ در ۲۰۲۰، وضعیت دفاکتو پیچیده‌تر بود، بدین صورت که بخش غربی نخجوان مرز (به جز منطقه محاطی کرکی/تیگراناشن) مورد مناقشه قرار نگرفت، در حالی که بخش شرقی مورد مناقشه بود. از زمان درگیری بر سر قره‌باغ کوهستانی از دهه ۱۹۹۰ تا اواخر سال ۲۰۲۰، مرز شرقی دوژور فقط در شمال وجود داشت. با تشکیل بخش جنوبی مرز توسط «خط تماس» که در اعماق خاک آذربایجان قرار داشت، نه‌تنها بیشتر قره‌باغ بلکه بخش بزرگی از آذربایجان را در بر می‌گرفت. ارمنستان این سرزمین را با نام خودخوانده جمهوری آرتساخ سازماندهی کرد. مرز بین ارمنستان و آرتساخ در امتداد مرز رسمی ارمنستان و آذربایجان قرار داشت. آذربایجان در اواخر سال ۲۰۲۰ اراضی اشغالی و بخش‌هایی از قره‌باغ را با نیروهای روسی مستقر در گذرگاه لاچین که قره‌باغ به ارمنستان را متصل می‌کرد، بازپس گرفت.
تا اواسط سال ۲۰۲۰، مرز دفاکتو از مرز دوژور به سمت جنوب از نقطه سه‌گانه این دو کشور با گرجستان تا کوه هینال‌داغ پیروی می‌کرد. سپس از آن نقطه، «خط تماس» مرز ارمنستان و آذربایجان را برای تمام اهداف عملی تشکیل می‌داد. این خط رو به شرق در امتداد رشته‌کوه مراوی با چرخش به سمت جنوب شرقی در نزدیکی روستای تالیش، تا مرز ایران در رود ارس ادامه می‌یافت. منطقه غربی این خط توسط جمهوری آرتساخ سازماندهی شد، یک دولت خودخوانده که تنها توسط تعداد انگشت‌شماری از نهادهای غیر حاکمیتی دیگر به رسمیت شناخته شده بود و عملاً به‌عنوان بخشی نیمه خودمختار از ارمنستان عمل می‌کرد. نیمه جنوبی مرز دوژور ارمنستان و آذربایجان در دوره‌ای به عنوان مرز ارمنستان و آرتساخ حفظ شد. جمهوری آرتساخ بیشتر قلمرو استان خودمختار قره‌باغ کوهستانی سابق در داخل آذربایجان (به استثنای برخی مناطق کوچک در حاشیه شمالی و شرقی آن) و همچنین بخش وسیعی از اراضی مجاور آن در آذربایجان را در بر می‌گرفت.

### تلاش‌های مرزبندی پس از ۲۰۲۰
ارمنستان و آذربایجان در آوریل ۲۰۲۴، به عنوان اولین گام به سوی توافق صلح بالقوه، تعیین مرزهای مشترک خود را بر اساس نقشه‌های دوران شوروی آغاز کردند. در ۱۹ آوریل، دو کشور به توافقی دست یافتند که به موجب آن ارمنستان چهار روستای متروکه در امتداد مرز با استان تاووش را به آذربایجان تحویل داد. این چهار روستا شامل باغانیس آیروم، اسکی‌پاره پایین، خیریم‌لی و قزل‌حاجیلی همگی در گذشته بخشی از شهرستان قزاق در جمهوری سوسیالیستی آذربایجان شوروی بودند که در دهه ۱۹۹۰ توسط ارمنستان تصرف شدند. این شرط که آذربایجان به عنوان پیش‌نیاز معاهده صلح تحمیل کرده بود، توسط نیکول پاشینیان نخست‌وزیر ارمنستان به‌عنوان جایگزینی برای جنگ توصیف شد، اگرچه این تصمیم واکنش‌های شدیدی در ارمنستان در پی داشت. تظاهرات در این کشور آغاز شد و ساکنان سابق دو روستا تردد در بزرگراه ارمنستان–گرجستان در نزدیکی دریاچه سوان، نویمبریان و دیگر نقاط را مسدود کردند، زیرا بخش‌هایی از بزرگراه در معرض خطر واگذاری قرار داشت.
در ۲۳ آوریل تیم‌های ارمنستان و آذربایجان بررسی بخشی از مرز را آغاز کردند و نخستین نشانگرهای مرزی به‌طور همزمان توسط هر دو کشور نصب شدند. الهام علی‌اف رئیس‌جمهور آذربایجان از پیشنهاد قزاقستان مبنی بر میزبانی مذاکرات بین وزرای خارجه پشتیبانی کرد، اما اظهار داشت که این میانجیگری بین‌المللی محسوب نمی‌شود و به این میانجیگری نیازی نیست. همچنین نیکول پاشینیان جایگزینی نیروهای مرزبانی ارمنستان و آذربایجان به‌جای گاردهای روسی که در حال حاضر در مرز مستقر شده‌اند، را اعلام کرد.

## گذرگاه‌های مرزی

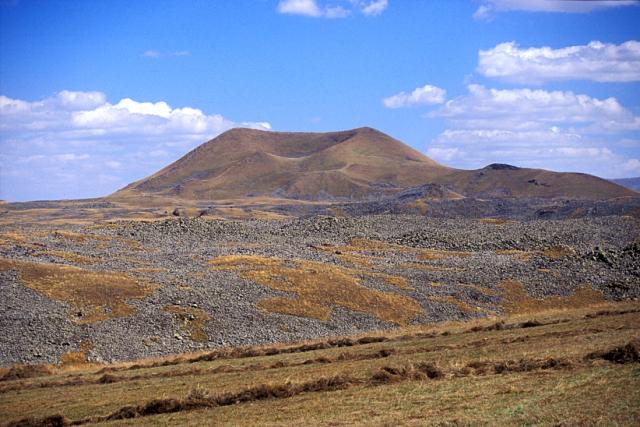
میدان آتشفشانی پوراک که در آذربایجان آخارباخار نامیده می‌شود و در مرز ارمنستان و آذربایجان قرار دارد.

مرز ارمنستان–جمهوری آذربایجان بسته است و منطقه به شدت نظامی شده است. از زمان پایان جنگ ۲۰۲۰ قره‌باغ کوهستانی، دیگر مرزی بین ارمنستان و قره‌باغ کوهستانی وجود نداشت. با این حال، یک پل زمینی بین این دو توسط آذربایجان بر اساس مفاد توافقنامه آتش‌بس ناگورنو قره‌باغ فراهم شد. این پل زمینی از طریق یک قطعه قلمرو به وسعت ۵ کیلومتر (۳ مایل) به نام گذرگاه لاچین فراهم شد که تا زمان حمله ۲۰۲۳ جمهوری آذربایجان به قره‌باغ کوهستانی، تحت کنترل نیروهای حافظ صلح روسیه بود. این حمله منجر به انحلال جمهوری دفاکتوی آرتساخ شد.
بزرگراه اصلی بین ارمنستان شمالی و جنوبی از امتداد مرز می‌گذرد و حتی در چندین نقطه از مرز عبور می‌کند. در دوره شوروی و پس از جنگ اول قره‌باغ کوهستانی، بزرگراه تحت تأثیر این موضوع قرار نگرفت. با این حال پس از جنگ دوم قره‌باغ، آذربایجان کنترل برخی از بخش‌های جاده را به دست گرفت. در حالی که جاده در اکثر بخش‌ها برای تردد ارمنستان بازمانده است، آذربایجان در اوت ۲۰۲۱ بخش‌های جاده در خاک خود را به مدت ۴۸ ساعت مسدود کرد. ارمنستان در حال ساخت یک جاده جدید در داخل خاک خود است. نیروهای حافظ صلح روسیه در طول مرز در این مناطق مستقر بودند، اما طبق قرارداد ارمنستان و روسیه، مأموریت این نیروها پایان یافت.

## سکونتگاه‌های نزدیک مرز

### بخش غربی (نخجوان)

#### ارمنستان
- یراسخ
- بارویر سواگ
- یلپین
- چیوا
- ریند
- آرنی
- آماغو
- خاچیک
- خندزوروت
- نور آزنابرد
- باردزرونی
- کاپویت
- شاغات
- کارچوان

#### آذربایجان
- حیدرآباد
- صدرک
- شاه‌بلاغ
- هاووش
- بوزقوو پایین
- گرمه‌چاتاق
- شادی
- کوکو
- بیچنک
- کلید

### بخش شرقی

#### ارمنستان
- برداوان
- دووغ
- بارکاماوان
- کوتی
- ووسکوان
- ووسکپار
- برکابر
- وازاشن
- کایان
- پاراواکار
- نرکین کارمیرآغبیور
- آیگپار
- موسس
- چیناری
- آیگدزور
- تتوجور
- چامباراک
- واهان
- خوزناوار
- واغاتور
- خناتساخ
- آراووس
- تغ
- کورنیدزور
- وروتان
- شورنوخ
- واناند
- داویت بک
- کاغنوت
- اوژانیس
- خدرانتس
- یغوارد
- آگاراک
- سیونیک
- سزناک
- کاپان
- گوماران
- گغانوش
- چاکاتن
- شیکاهوغ
- سراشن
- نرکین هاند

#### آذربایجان
- کمرلی
- فراخ‌لی
- قوشچی آیرم
- باغانیس آیروم
- مزم
- قزل‌حاجیلی
- جعفرلی
- جعفرلی بالا
- یارادلو
- مولکولو
- کهنه‌قشلاق
- کوخا نبی
- آغ‌بلاغ
- سونالار
- متودره
- زمان‌لی
- فرزالی
- گویل‌لی
- تسیتسرناوانک
- ملیکاشن
- مال‌خلف
- عیوض‌لی
- قازان‌چی
- رازدره

## گذرگاه‌ها
| ایست بازرسی آذربایجان | استان  | ایست بازرسی ارمنستان | استان  | گشایش        | مسیر در آذربایجان | مسیر در ارمنستان | وضعیت |
| --------------------- | ------ | -------------------- | ------ | ------------ | ----------------- | ---------------- | ----- |
| هینشن                 | لاچین  | تغ                   | سیونیک | باز از ۲۰۲۳  | جاده              | جاده             | باز   |
| آق‌بند                 | زنگلان | مغری                 | سیونیک | بسته از ۱۹۹۳ | جاده/ راه‌آهن      | جاده/ راه‌آهن     | بسته  |
| کلید                  | نخجوان | مغری                 | سیونیک | بسته از ۱۹۹۳ | جاده/ راه‌آهن      | جاده/ راه‌آهن     | بسته  |

### آثار ارجاع‌ داده‌شده
- Saparov, Arsène (2014). From Conflict to Autonomy in the Caucasus: The Soviet Union and the Making of Abkhazia, South Ossetia and Nagorno Karabakh. Routledge.